# Gare de Barjac
La gare de Barjac est une gare ferroviaire française de la ligne du Monastier à La Bastide-Saint-Laurent-les-Bains, située sur le territoire de la commune de Barjac, à proximité du village centre dont elle est séparée par la route nationale 88, dans le département de la Lozère en région Occitanie. 
C'est une halte voyageurs de la Société nationale des chemins de fer français (SNCF) desservie par des trains express régionaux TER Occitanie.

## Situation ferroviaire
Établie à 659 mètres d'altitude, la gare de Barjac est située au point kilométrique (PK) 632,273 de la ligne du Monastier à La Bastide-Saint-Laurent-les-Bains, entre les gares ou haltes ouvertes du Bruel et de Balsièges.

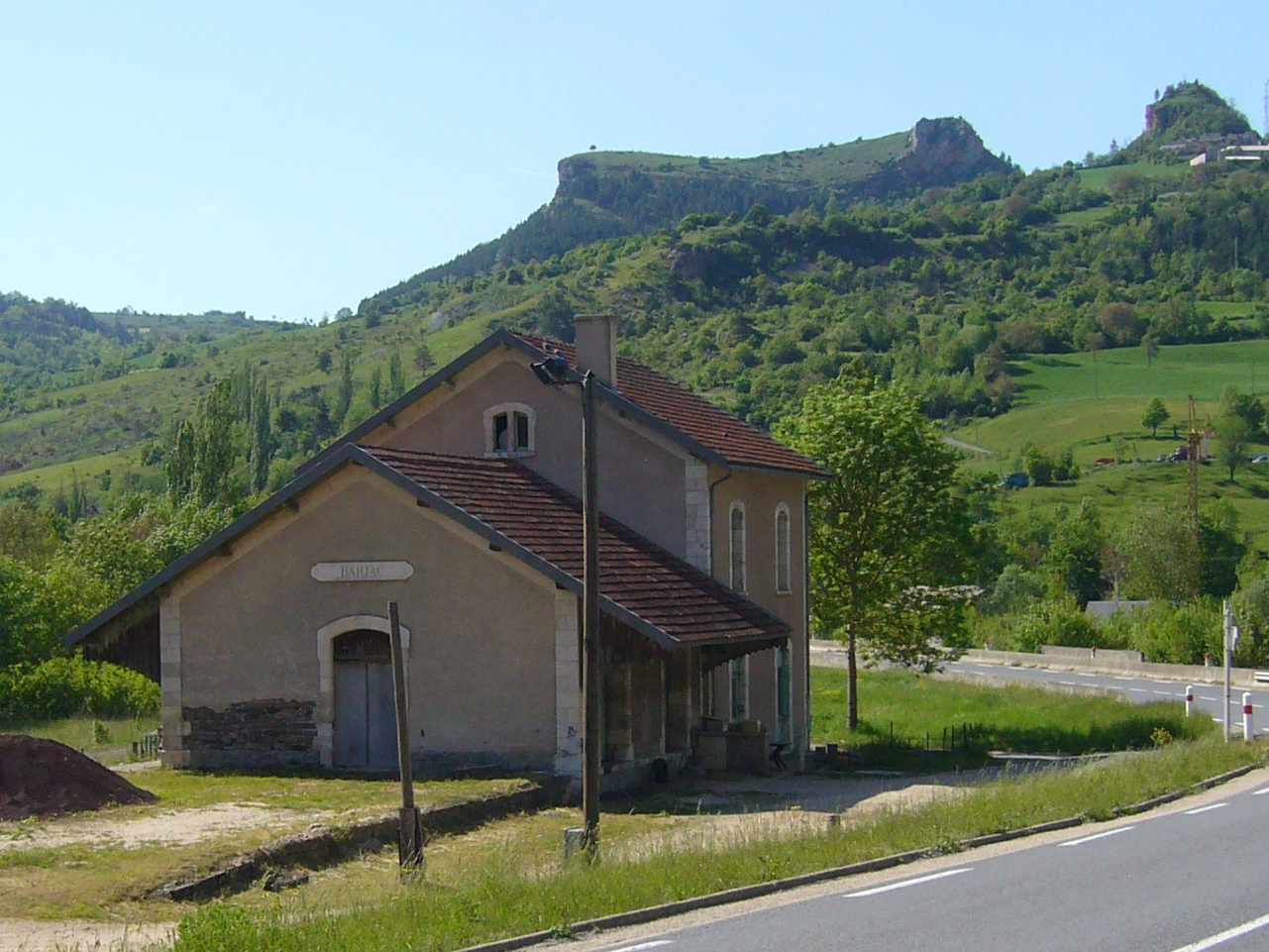
L'ancien bâtiment voyageurs et l'entrée de la halte SNCF.

## Histoire
La gare de Barjac est mise en service le 3 mai 1884, lors de l'ouverture de la section du Monastier à Mende.
Le bâtiment principal est désaffecté et a été transformée en maison habitation, la halte est constituée d'un quai et d'un abri.

## Fréquentation
De 2015 à 2023, selon les estimations de la SNCF, la fréquentation annuelle de la gare s'élève aux nombres indiqués dans le tableau ci-dessous :
| Année     | 2015 | 2016 | 2017 | 2018 | 2019 | 2020 | 2021 | 2022 | 2023 |
| --------- | ---- | ---- | ---- | ---- | ---- | ---- | ---- | ---- | ---- |
| Voyageurs | 4    | 23   | 24   | 16   | 76   | 109  | 55   | 54   | 51   |

## Service des voyageurs

### Accueil
Halte SNCF, c'est un point d'arrêt non géré (PANG) à entrée libre.

### Desserte
Barjac est desservie par des trains TER Occitanie qui effectuent des missions entre les gares de Saint-Chély-d'Apcher, ou de Marvejols, et de Mende.

### Intermodalité
Un parking pour les véhicules est aménagé. Elle est desservie par des bus urbains et des cars TER Occitanie et TER Auvergne, en complément ou remplacement de dessertes ferroviaires.